# Андрей Константинович
Андре́й Константи́нович (между 1320 и 1323 — 2 июня 1365) — великий князь Суздальско-Нижегородский (1355—1365), старший сын первого великого князя Суздальско-Нижегородского Константина Васильевича, святой Русской православной церкви.

## Биография
В летописных сводах впервые упоминается в 1355 году (в год кончины отца):

В лето 6863. Князь Андреи Костянтиновичь по преставлении отца своего поиде въ Орду къ царю Джанибеку и взя степень отца своего, Суздаль и Новъгородъ Нижнеи и Городець. И прииде на Русь въ свою отчину с пожалованием от царя и седе на княженье Суздальскомъ.
Получив Суздальско-Нижегородский великокняжеский стол, Андрей Константинович дал уделы своим младшим братьям: Дмитрию — Суздаль, Борису — Городец с Поволжьем и берегами Суры. Самый младший его брат, Дмитрий Ноготь, удела не получил и жил в Суздале.
Во время великого княжения Андрея Константиновича в Орде началась «великая замятня», что отразилось и на судьбе Владимирского великокняжеского престола. После смерти хана Джанибека в 1357 году один претендент убивал другого для овладения престолом. В 1360 году ханом в Орде стал Хыдырь. Он ввиду малолетства великого князя Московского Дмитрия Ивановича предложил великокняжеский престол во Владимире Андрею Константиновичу, но тот отказался. Тогда царь Хыдырь отдал ярлык на великое княжение во Владимире его брату Дмитрию.
В 1363 году Андрей Константинович отдал фактическое управление нижегородской землёй своему младшему брату Борису. В 1364 году на нижегородской земле был сильный голод и страшная засуха, и на фоне этих ужасных бедствий Андрей Константинович постригся в иноческий чин, а вскоре, сильно заболев и почувствовав приближение смерти, принял схиму.

Преставися кроткий, и тихий, и смиренный, и многодобродетельный великий князь Андрей Констянтинович во иноцех и в схиме
Почитается как святой благоверный князь Андрей Константинович.

### Семья
Около 1343 года его женой стала двенадцатилетняя тверянка Анастасия (Василиса, Васса) (1331—1378), почитаемая церковью как благоверная княгиня Нижегородская Феодора. Между 1355 и 1365 годами княгиня Анастасия основала у подножия Нижегородского кремля Зачатьевский монастырь, возможно — по обету, как жертву Богу о ниспослании детей. Позже этот монастырь — в числе двух других и на другим месте — образовал нынешний Крестовоздвиженский монастырь.
Лицевой летописный свод пишет о ней так: «В том же году преставилась в иноческом чине княгиня Василиса, жена князя Нижнего Новгорода Андрея Константиновича, её иноческое имя было Феодора, похоронена она была в монастыре святого Зачатия, который она сама и построила. Родом она была из Твери, отец её — Иван Киасовский, а мать — Анна. Родилась она в 6839 году (…) Будучи
ещё отроковицей,
она научилась всей
грамоте, изучила весь
Ветхий и Новый Завет
и захотела постричься
в иноческий чин.
Родители её воспротивились
этому и отдали её в 12 лет за
князя Андрея Константиновича
Суздальского
и Нижнего
Новгорода. И, будучи
замужней женщиной, она не обращала
внимания на радости
мирской жизни, но
проводила дни в посте
и воздержании, молитве
и совершении
милостыни, иссушила
она своё тело такой
суровой жизнью,
носила на своем теле
под светлой одеждой
власяницу (…) Княгиня после
смерти своего
мужа была
пострижена в иноческий
чин архимандритом
Печерским
Дионисием и была
названа Феодорой.
Все своё богатство
и имущество: золото
и серебро, жемчуг
она раздала Церквям,
монастырям и нищим,
отпустила всех своих
слуг. И сама ушла
в Зачатьевский монастырь,
который сама
и основала, пребывала
там в безмолвии, жила
на доходы от своего
рукоделия, проводила
свою суровую жизнь
в посте и молитвах,
в чтении божественных
Писаний, в умилении
и слезах. (…) И, состарившись,
она не ослабела
телесно от подвига,
но в суровом и дивном
житии преставилась
ко Господу».
Детей у них не было, и Суздальско-Нижегородский великокняжеский стол занял сначала младший брат Андрея Константиновича Борис, а после смещения — его средний брат Дмитрий.

## Захоронение
Андрей Константинович был погребен в нижегородском соборе в честь Преображения Господня рядом со своим отцом.
В 1829 г. древний Преображенский собор был разобран и построен заново, 17 сентября 1834 г. произошло освящение храма, могилы нижегородских князей, в том числе Андрей Константинович, оказались в отдельной усыпальнице в подземной части храма, сюда перенесли и надгробные плиты, ранее находившиеся в самой церкви. Впоследствии в усыпальнице на добровольные пожертвования устроили ц. в честь Казанской иконы Пресвятой Богородицы с северным приделом во имя святых бессребреников Космы и Дамиана и южным — во имя вмч. Димитрия.
Могила Андрей Константинович и его жены оказалась в южном приделе храма-усыпальницы. В 1929 г. собор был разрушен.

## Комментарии
1. ↑  Подробно исследовать даты жизни супруги Андрея Константиновича предпринимал С. М. Парийский в своём исследовании[7].
2. ↑  В родословных таблицах Шилова, приложенных к сочинениям Соловьёва, Андрею Константиновичу приписывается сын Иван (ум. 1357).